# Vince McMahon
Vincent Kennedy McMahon (* 24. August 1945 in Pinehurst, North Carolina) ist ein US-amerikanischer Unternehmer, Milliardär sowie ehemaliger Wrestler und TV-Kommentator. Er war von 1982 bis 2023 Mehrheitseigner und Chef von World Wrestling Entertainment (WWE, vormals WWF). Unter seiner Führung stieg WWE zum größten Wrestlingverband der Welt auf.
McMahon trug maßgeblich zur Entwicklung des modernen Wrestlings bei und gilt als eine der einflussreichsten und bekanntesten Personen der Wrestlinggeschichte. Nachdem er jahrelang als TV-Kommentator in den WWE-Shows in Erscheinung getreten war, kreierte er ab Ende der 1990er-Jahre das Gimmick „Mr. McMahon“ und trat als skrupelloser Boss vor den Kameras auf. Er stieg mehrfach in den Ring und gewann etwa die WWE Championship. Seine Ehefrau Linda McMahon sowie die beiden Kinder Stephanie und Shane wurden ebenfalls in die Storylines involviert.
Im Jahr 2017 schätzte Forbes McMahons Vermögen mit dem seiner Ehefrau auf 2,8 Milliarden Dollar.
Seine Unternehmensführung wurde mehrfach kritisiert, etwa aufgrund zahlreicher Todesfälle von Wrestlern in Folge von Doping mit Steroiden, den McMahon gefördert haben soll. Nach sexuellen Missbrauchsvorwürfen von Frauen trat er 2024 zurück.

## Privatleben
Vince McMahon ist der Sohn von Vincent James McMahon. Er ist mit Linda McMahon verheiratet und hat zwei Kinder: Shane, der heute Vorsitzender des Unternehmens YOU On Demand Holdings, Inc. ist, und Stephanie McMahon-Levesque, die als Chief Branding Officer der WWE tätig ist. Beide fungieren auch als Vertreter, sogenannte Commissioner, vor der Kamera.
McMahon ist ein Freund und Unterstützer des US-Präsidenten Donald Trump. U. a. fanden die WWF-Großveranstaltungen WrestleMania IV (1988) und WrestleMania V (1989) im von Donald Trump gegründeten Trump Plaza in Atlantic City statt. Folglich wurde Trump 2013 in die Hall of Fame der WWE aufgenommen. Besonders kritisiert und als politische Einflussnahme bewertet wurde eine Zahlung in Höhe von 18,5 Mio. US-Dollar vom American Action First PAC, dessen Vorsitzende McMahons Frau Linda ist, an die republikanische Partei. Infolgedessen erlaubte Anfang April 2020 der Gouverneur des US-Bundesstaates Florida, Ron DeSantis, das Stattfinden der WWE-Wrestlingshows wegen ihrer angebl. Systemrelevanz in Zeiten der kompletten Einstellung sportlicher Wettbewerbe während der COVID-19-Pandemie.

## Karriere als Unternehmer

### World Wrestling Entertainment Inc.

#### Kauf der WWF und Gründung von Titans Sports Inc.

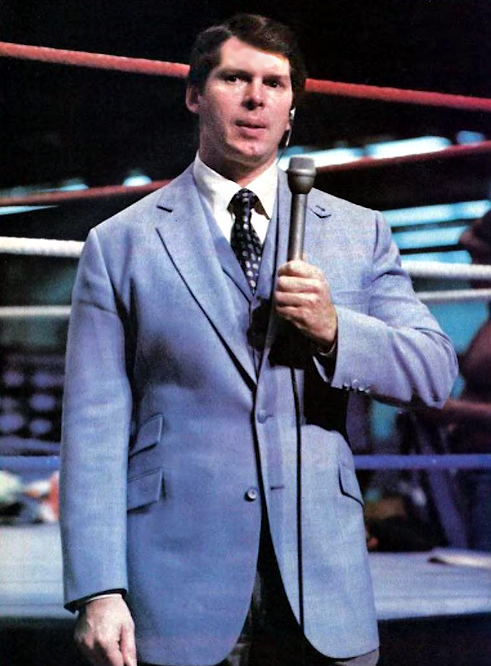
McMahon (1986)

McMahon kaufte 1983 die World Wrestling Federation (heute WWE) von seinem Vater Vincent J. McMahon. Als Gesellschafter der WWF wurde die Titans Sports Inc. eingetragen, deren Präsident er war. Mit McMahon an der Spitze begann ab diesem Zeitpunkt die Wandlung von einem Sport- zu einem Unterhaltungsunternehmen. Dabei wurde das vormals vorrangig auf den Sport ausgerichtete Wrestling, welches schon seit dem frühen 20. Jahrhundert auf regionaler Ebene sehr beliebt war, um die heute üblichen Show-Elemente erweitert. Mit dem Schlagwort „Rock ’n’ Wrestling“ und der Verpflichtung von späteren Superstars, wie Hulk Hogan oder Bret Hart, gelang es McMahon, das Wrestling immer populärer zu machen und ihm mehr Beachtung in den Medien zu verschaffen. Um nicht den Anschluss zu verpassen, übernahmen andere Ligen das Konzept von McMahon und legten ihr Hauptaugenmerk ebenfalls auf den Rahmenhandlungs- und Showaspekt.

#### Platzierung an der Börse und Kauf der Konkurrenz
Die WWF und der große Konkurrent World Championship Wrestling schafften es durch hohe Einschaltquoten fast, selbst der National Football League den Rang abzulaufen. Nach einer Krise der WWF Mitte der 1990er-Jahre begann die sogenannte „Attitude“-Ära, in der Vince McMahon, der bisher nur in offiziellen Rollen und als Kommentator tätig gewesen war, nun selbst am Geschehen teilnahm und in einem Fehdenprogramm gegen den Wrestler Stone Cold Steve Austin auftrat. Durch diesen Schritt erlangte die WWF ihre Marktführung zurück und bescherte dem Unternehmen einen neuen Geldsegen. McMahon schuf das Gimmick Mr. McMahon und trat als skrupelloser Boss auf, der am Höhepunkt der Attidude-Era auch mehrfach in den Ring stieg. McMahon schaffte es auch, sein Unternehmen an der Börse zu platzieren. 2001 kaufte er den Hauptkonkurrenten WCW auf. In der Folge hatte man als Quasimonopol allerdings Umsatzprobleme. Erst mit dem Auftreten neuer, konkurrierender Ligen, stiegen die Umsätze wieder.

#### Alleiniger Marktführer

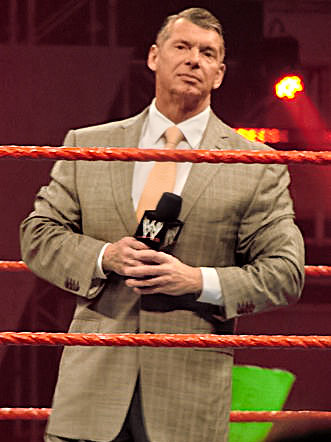
McMahon (2007)

Seit dem Jahr 2002 betreibt McMahon neben dem Wrestling noch die Filmproduktionsfirma WWE Studios. McMahon erhielt am 14. März 2008 einen Stern auf dem Hollywood Walk of Fame. Eine solche Auszeichnung wird seit Jahrzehnten an Persönlichkeiten verliehen, die eine große Leistung in den Bereichen Fernsehen, Radio, Film und Musik erbracht haben. Am 18. Juli 2011 verkündete Triple H bei Raw, dass McMahon von seinen Aufgaben entbunden ist und er die Amtsgeschäfte des COO, also des operativen Geschäftsführers der WWE, übernommen habe. Allerdings war dies nur ein Element einer Storyline, da McMahon die WWE Inc. weiterhin leitet. Am 8. Januar 2014 gab die WWE den Start des Video-On-Demand-Dienstes WWE Network in den USA bekannt.

#### Missbrauchsvorwürfe und Rücktritt
Am 17. Juni 2022 legte McMahon vorübergehend sein Amt als CEO und Chairman nieder. McMahon wird Machtmissbrauch und sexuelle Gewalt vorgeworfen. Es handelt sich um Fälle mit ehemaligen Angestellten. Insgesamt soll McMahon vier Frauen, denen gegenüber er sich übergriffig verhalten haben soll, zwölf Millionen Dollar Schweigegeld gezahlt haben. Zudem wurden Vorwürfe gegen John Laurinaitis publik, der ebenfalls eine leitende Position in der WWE innehatte. Laurinaitis soll sich mehrfach übergriffig gegenüber Frauen verhalten haben. Den Posten als CEO übernahm Stephanie McMahon. Am 22. Juli 2022 verkündete McMahon seinen endgültigen Rücktritt und gab seinen Ruhestand bekannt.

#### Rückkehr und Verkauf an Endeavor Group Holdings
Am 10. Januar 2023 kehrte er überraschend in das Unternehmen als Vorsitzender zurück. Seine Tochter Stephanie McMahon trat daraufhin zurück. Nick Khan übernahm schließlich die Rolle des Geschäftsführers. Unmittelbar nach seiner Rückkehr wurden Spekulationen laut, wonach McMahon plane, das Unternehmen zu verkaufen. Im September 2023 fusionierte WWE mit Ultimate Fighting Championship unter dem Dach der Endeavor Group Holdings unter dem neuen Namen TKO Group Holdings. McMahon hielt fortan nur mehr 16 Prozent der Aktien und verlor somit erstmals die alleinige Kontrolle über WWE. McMahon wurde Teil des Vorstandes von TKO, er zog sich jedoch weitgehend aus den kreativen Entscheidungsprozessen zurück. WWE-Präsident wurde Nick Khan.
Im Januar 2024 wurden weitere Details zu den Missbrauchsvorwürfen bekannt. Das Wall Street Journal berichtete, dass eine ehemalige WWE-Mitarbeiterin beim US-Bezirksgericht für den Bezirk Connecticut eine Klage gegen McMahon und WWE eingereicht hat. Die Klägerin behauptet, sie sei „Opfer von körperlichem und emotionalem Missbrauch, sexuellen Übergriffen und Menschenhandel bei WWE“ geworden. In dem Bericht wurden Details zu körperlicher und psychischer Gewalt öffentlich. Zudem soll er anderen Männern anzügliche Fotos und Videos der Angestellten zugespielt haben und sie anderen Wrestlern für sexuelle Dienste angeboten haben. McMahon bestritt die Vorwürfe. Er trat jedoch als TKO Executive Chairman und beim TKO Board of Directors zurück. McMahon werde zukünftig „keine Rolle mehr bei WWE spielen“, verkündete Nick Khan.

### Alpha Entertainment LLC
Im Jahr 2000 wagte sich McMahon mit der Gründung der XFL, einer American-Football-Liga, erneut außerhalb der Welt des professionellen Wrestlings. Das erste Spiel fand im Februar 2001 statt. Die als Konkurrenz zur American-Football-Liga NFL gegründete XFL wurde nach nur einer Saison wieder eingestellt, wobei McMahons Vermögen in neun Monaten von vorher geschätzten 1,1 Milliarden US-Dollar auf 700 Millionen sank. Mit dem gescheiterten XFL-Experiment verlor McMahon auch seinen Platz in der Forbes-Rangliste der 400 reichsten US-Amerikaner.
2017 gründete McMahon mit Alpha Entertainment LLC eine von der WWE separate Firma. McMahon gab am 25. Januar 2018 während eines Live-Streams, die Neuauflage der XFL bekannt. Am 13. März 2020 musste die Liga nach fünf Spieltagen aufgrund der Covid-19-Pandemie den Spielbetrieb einstellen. Am 13. April 2020 stellte die Firma einen Insolvenzantrag. Die Rechte an der XFL wurden im August 2020 vom ehemaligen WWE-Wrestler Dwayne „The Rock“ Johnson und dessen ehemalige Ehefrau und Managerin Dany Garcia erworben, die den Spielbetrieb der XFL 2023 wieder aufnehmen wollten.

## Wrestling-Karriere

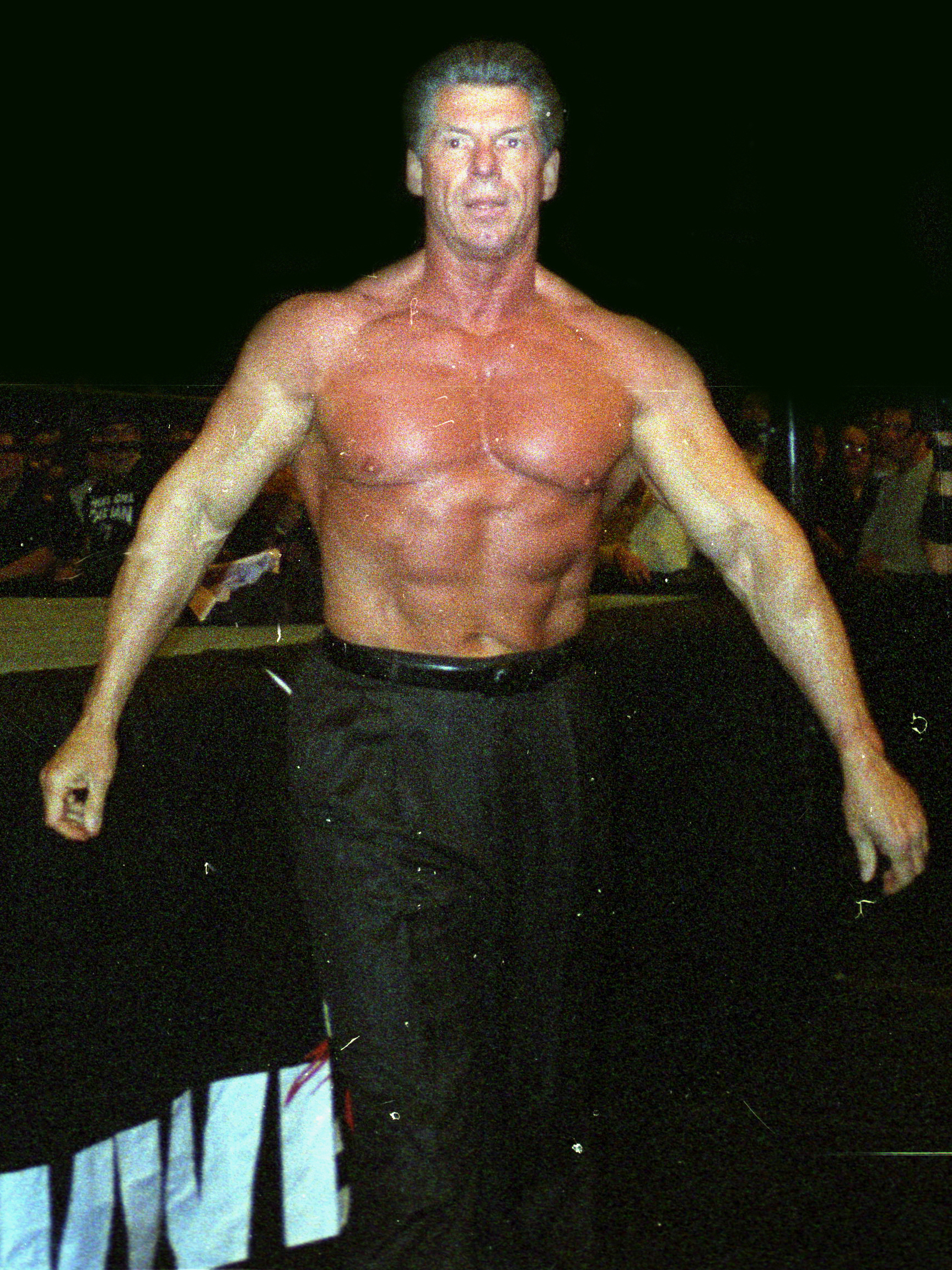
Mr. McMahon Mitte der 2000er Jahre

Seit den späten 1990er Jahren trat McMahon als skrupelloser Boss „Mr. McMahon“ in den Shows auf. Auslöser dafür war unter anderem der Montreal Screwjob 1997. Mit dem Verwischen der Grenze zwischen Realität und Fiktion schlug das Wrestling eine neue Richtung ein, die den Charakter der Shows und Storylines grundlegend verändern sollte. 1998 startete McMahon eine jahrelange Fehde gegen Steve Austin, die zu einem Kernstück der so genannten Attitude Era wurde. Auch wurden mehrere Storylines um McMahon und dessen Familie gestrickt, vor allem um seine Kinder Stephanie und Shane, die sich Fehden und Kämpfe mit ihrem Vater lieferten. Er trat in diesen Jahren fast durchgehend als Heel auf und verhielt sich oft überaus vulgär und brutal, was in dieser Form noch wenige Jahre zuvor im Wrestling kaum vorstellbar gewesen war. Er ließ sich etwa mehrfach von Wrestlern den nackten Hintern küssen (Kiss My Ass Club). Hintergrund für diesen Richtungswechsel hin zu einem weniger kindgerechten Programm war ein Quotenkampf gegen WCW, den WWE schließlich gewann und WCW 2001 übernahm.
McMahon trat in regelmäßigen Abständen auch im Ring an und gewann etwa den Royal Rumble 1999, wo er Austin als letzten Gegner mit Hilfe von The Rock eliminierte. Am 16. September 1999 gewann er im Alter von 54 Jahren den WWE-Championship-Titel von Triple H durch Eingreifen von Austin. Er wurde damit zum bisher ältesten WWE Champion. Er legte den Titel bereits wenige Tage darauf nieder ohne ihn verteidigt zu haben. 2001 startete die McMahon Familie eine Storyline, die eine (fiktive) außereheliche Affäre von Vince McMahon mit Trish Stratus zum Inhalt hatte und zu einem Vater-Sohn Match bei WrestleMania X-Seven (2001) führte, das Vince gegen Shane verlor. Die Übernahme von WCW wurde in der Storyline als Coup von Shane McMahon erzählt, der daraufhin mit seiner Schwester Stephanie eine Invasion gegen die WWE startete und seinen Vater zu entmachten versuchte. Vince gewann schließlich die Fehde. In den kommenden Jahren hatte er unter anderem Matches gegen Ric Flair, Hulk Hogan und Shawn Michaels und bildete mehrfach mit Shane ein Tag Team.
Zu Beginn des Jahres 2007 startete McMahon schließlich eine Fehde gegen Donald Trump. Diese als „The Battle of Billionaires“ bezeichnete Fehde zielte darauf ab, das Medieninteresse für die Shows beider zu verstärken. Beide Teilnehmer traten durch Sekundanten (Bobby Lashley für Trump; Umaga für McMahon) bei WrestleMania an und Trump konnte siegen, woraufhin Trump die Haare von McMahon abrasieren durfte.
Am 29. April 2007 machte sich Vince McMahon bei Backlash zum ECW World Champion nach einem 3 gegen 1 Handicap Match mit seinem Sohn Shane und Umaga gegen Bobby Lashley. Am 3. Juni 2007 bei WWE One Night Stand gab McMahon den Titel nach einem Street Fight wieder an Lashley ab.

## Verfilmung
- Mr. McMahon (2024)

## Titel und Auszeichnungen

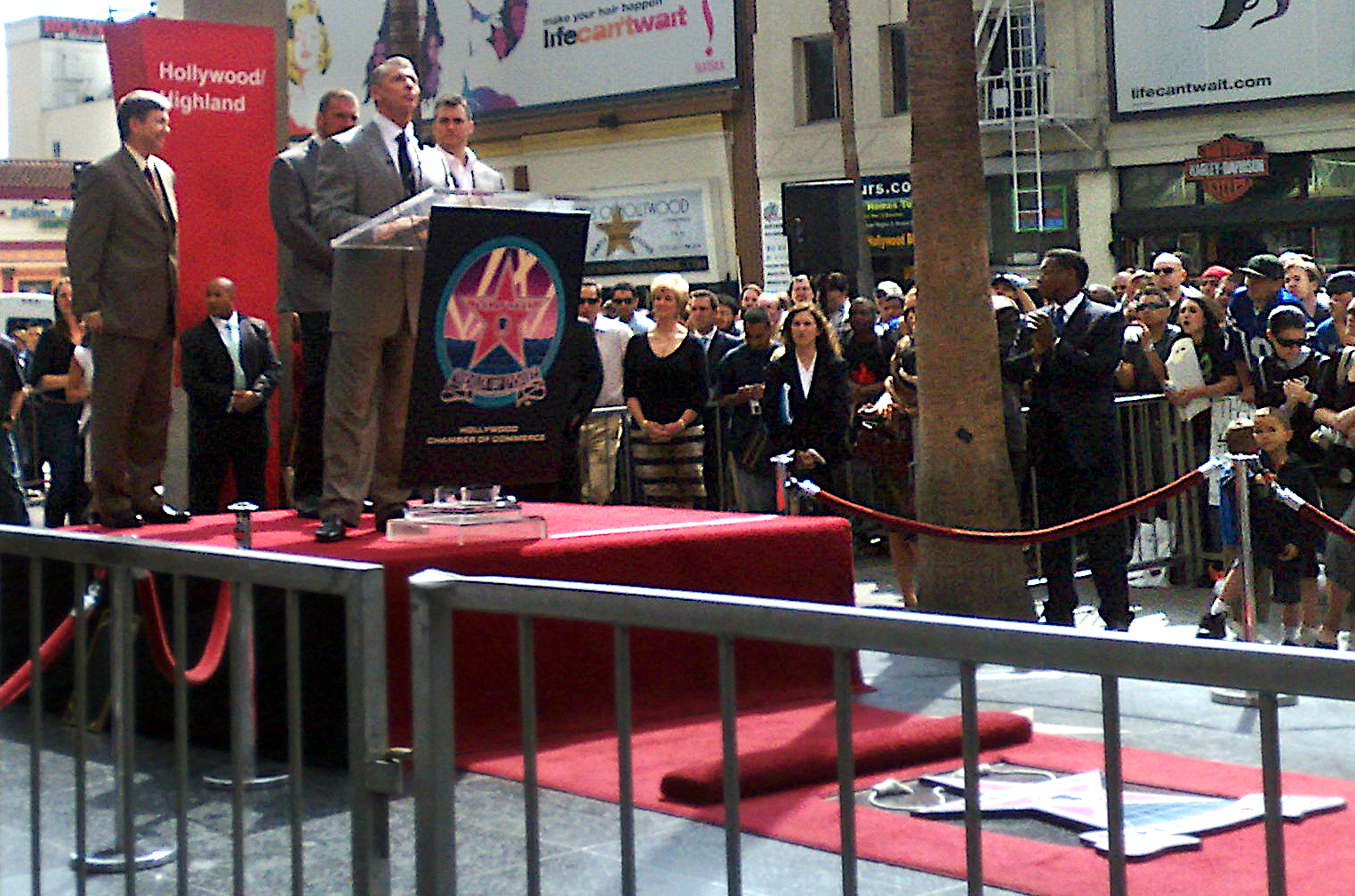
McMahon beim Erhalt seines Sterns auf dem Hollywood Walk of Fame

### Titel
- 1× ECW Champion
- 1× WWF Champion

### Auszeichnungen
- 1999: Royal Rumble Sieger
- 1999: Guinness-Buch der Rekorde Ältester WWE Champion mit 54 Jahre und 21 Tage
- 2007: Honorary Doctor of Humane Letters degree von der Sacred Heart Universität
- 2008: Stern auf dem Hollywood Walk of Fame in der Kategorie Television Star